# Wahlkreis Mantua (Camera dei deputati)
Der Wahlkreis Mantua war von 1993 bis 2005 und ist seit 2017 wieder ein Wahlkreis (italienisch collegio elettorale) für die Wahl der Abgeordnetenkammer.

## Von 1993 bis 2005

### Wahlkreisgebiet
Der Wahlkreis umfasste 18 Gemeinden: Bagnolo San Vito, Bigarello, Borgoforte, Bozzolo, Castel d’Ario, Castellucchio, Commessaggio, Curtatone, Gazzuolo, Mantova, Marcaria, Rivarolo Mantovano, Roncoferraro, Sabbioneta, San Giorgio di Mantova, San Martino dall’Argine, Villimpenta und Virgilio.

### Wahlergebnisse

#### Parlamentswahl 1994

##### Direktstimmen
| Kandidaten               | Kandidaten             | Parteien                                 | Stimmen | %    |
| ------------------------ | ---------------------- | ---------------------------------------- | ------- | ---- |
|                          | Tiziana Parentigewählt | Polo delle Libertà (FI – LN – CCD – UdC) | 46.076  | 49,0 |
|                          | Daniele Protti         | Progressisti                             | 35.138  | 37,4 |
|                          | Giovanni Santoro       | Alleanza Nazionale                       | 7.931   | 8,4  |
|                          | Aldo Pavani            | Lista Marco Pannella – Riformatori       | 4.829   | 5,1  |
| Gesamt                   | Gesamt                 | Gesamt                                   | 93.974  | 100  |
|                          |                        |                                          |         |      |
| Ungültige Stimmen        | Ungültige Stimmen      | Ungültige Stimmen                        | 9.436   | 9,1  |
| Wähler                   | Wähler                 | Wähler                                   | 103.410 | 91,8 |
| Wahlberechtigte          | Wahlberechtigte        | Wahlberechtigte                          | 112.658 |      |
|                          |                        |                                          |         |      |
| Quelle: Innenministerium |                        |                                          |         |      |

##### Listenstimmen
| Parteien                             | Parteien             | Parteien                           | Stimmen | %    |
| ------------------------------------ | -------------------- | ---------------------------------- | ------- | ---- |
|                                      | Polo delle Libertà   | Forza Italia                       | 21.601  | 21,9 |
| Lega Nord                            | Polo delle Libertà   | 16.612                             | 16,8    |      |
| ↳ Gesamt                             | Polo delle Libertà   | 38.213                             | 38,8    |      |
|                                      | Progressisti         | Partito Democratico della Sinistra | 21.968  | 22,3 |
| Partito della Rifondazione Comunista | Progressisti         | 6.584                              | 6,7     |      |
| Partito Socialista Italiano          | Progressisti         | 3.575                              | 3,6     |      |
| Alleanza Democratica                 | Progressisti         | 1.920                              | 1,9     |      |
| La Rete                              | Progressisti         | 1.135                              | 1,2     |      |
| ↳ Gesamt                             | Progressisti         | 35.182                             | 35,7    |      |
|                                      | Patto per l’Italia   | Partito Popolare Italiano          | 12.749  | 12,9 |
|                                      | Alleanza Nazionale   | Alleanza Nazionale                 | 7.174   | 7,3  |
|                                      | Lista Marco Pannella | Lista Marco Pannella               | 4.166   | 4,2  |
|                                      | Liga Alpina Lumbarda | Liga Alpina Lumbarda               | 1.106   | 1,1  |
| Gesamt                               | Gesamt               | Gesamt                             | 98.590  | 100  |
|                                      |                      |                                    |         |      |
| Ungültige Stimmen                    | Ungültige Stimmen    | Ungültige Stimmen                  | 4.829   | 4,7  |
| Wähler                               | Wähler               | Wähler                             | 103.419 | 91,8 |
| Wahlberechtigte                      | Wahlberechtigte      | Wahlberechtigte                    | 112.658 |      |
|                                      |                      |                                    |         |      |
| Quelle: Innenministerium             |                      |                                    |         |      |

#### Parlamentswahl 1996

##### Direktstimmen
| Kandidaten               | Kandidaten             | Parteien            | Stimmen | %    |
| ------------------------ | ---------------------- | ------------------- | ------- | ---- |
|                          | Ruggero Ruggerigewählt | L’Ulivo             | 43.900  | 46,3 |
|                          | Gianpaolo Azzini       | Polo per le Libertà | 30.208  | 31,9 |
|                          | Fabio Dosi             | Lega Nord           | 20.697  | 21,8 |
| Gesamt                   | Gesamt                 | Gesamt              | 94.805  | 100  |
|                          |                        |                     |         |      |
| Ungültige Stimmen        | Ungültige Stimmen      | Ungültige Stimmen   | 5.835   | 5,8  |
| Wähler                   | Wähler                 | Wähler              | 100.640 | 89,4 |
| Wahlberechtigte          | Wahlberechtigte        | Wahlberechtigte     | 112.623 |      |
|                          |                        |                     |         |      |
| Quelle: Innenministerium |                        |                     |         |      |

##### Listenstimmen
| Parteien                                          | Parteien                             | Parteien                             | Stimmen | %    |
| ------------------------------------------------- | ------------------------------------ | ------------------------------------ | ------- | ---- |
|                                                   | L’Ulivo                              | Partito Democratico della Sinistra   | 21.511  | 22,5 |
| Popolari per Prodi (PPI – SVP – PRI – UD – Prodi) | L’Ulivo                              | 7.484                                | 7,8     |      |
| Rinnovamento Italiano                             | L’Ulivo                              | 5.985                                | 6,3     |      |
| Federazione dei Verdi                             | L’Ulivo                              | 2.601                                | 2,7     |      |
| ↳ Gesamt                                          | L’Ulivo                              | 37.581                               | 39,2    |      |
|                                                   | Polo per le Libertà                  | Forza Italia                         | 17.080  | 17,8 |
| Alleanza Nazionale                                | Polo per le Libertà                  | 10.678                               | 11,2    |      |
| CCD – CDU                                         | Polo per le Libertà                  | 4.019                                | 4,2     |      |
| ↳ Gesamt                                          | Polo per le Libertà                  | 31.777                               | 33,2    |      |
|                                                   | Lega Nord                            | Lega Nord                            | 18.997  | 19,8 |
|                                                   | Partito della Rifondazione Comunista | Partito della Rifondazione Comunista | 7.396   | 7,7  |
| Gesamt                                            | Gesamt                               | Gesamt                               | 95.751  | 100  |
|                                                   |                                      |                                      |         |      |
| Ungültige Stimmen                                 | Ungültige Stimmen                    | Ungültige Stimmen                    | 4.908   | 4,9  |
| Wähler                                            | Wähler                               | Wähler                               | 100.659 | 89,4 |
| Wahlberechtigte                                   | Wahlberechtigte                      | Wahlberechtigte                      | 112.623 |      |
|                                                   |                                      |                                      |         |      |
| Quelle: Innenministerium                          |                                      |                                      |         |      |

#### Parlamentswahl 2001

##### Direktstimmen
| Kandidaten               | Kandidaten                  | Parteien           | Stimmen | %    |
| ------------------------ | --------------------------- | ------------------ | ------- | ---- |
|                          | Ruggero Ruggerigewählt      | L’Ulivo            | 43.730  | 48,9 |
|                          | Michele Brait               | Casa delle Libertà | 36.703  | 41,1 |
|                          | Adalberto Genovesi          | Lista Di Pietro    | 3.914   | 4,4  |
|                          | Claudio Bondioli Bettinelli | Lista Emma Bonino  | 2.772   | 3,1  |
|                          | Mario Fracassi              | Democrazia Europea | 2.253   | 2,5  |
| Gesamt                   | Gesamt                      | Gesamt             | 89.372  | 100  |
|                          |                             |                    |         |      |
| Ungültige Stimmen        | Ungültige Stimmen           | Ungültige Stimmen  | 5.708   | 6,0  |
| Wähler                   | Wähler                      | Wähler             | 95.080  | 85,5 |
| Wahlberechtigte          | Wahlberechtigte             | Wahlberechtigte    | 111.233 |      |
|                          |                             |                    |         |      |
| Quelle: Innenministerium |                             |                    |         |      |

##### Listenstimmen
| Parteien                               | Parteien                             | Parteien                             | Stimmen | %    |
| -------------------------------------- | ------------------------------------ | ------------------------------------ | ------- | ---- |
|                                        | Casa delle Libertà                   | Forza Italia                         | 23.276  | 26,0 |
| Alleanza Nazionale                     | Casa delle Libertà                   | 8.717                                | 9,7     |      |
| Lega Nord                              | Casa delle Libertà                   | 6.528                                | 7,3     |      |
| CCD – CDU                              | Casa delle Libertà                   | 1.922                                | 2,1     |      |
| ↳ Gesamt                               | Casa delle Libertà                   | 40.443                               | 45,2    |      |
|                                        | L’Ulivo                              | Democratici di Sinistra              | 21.073  | 23,6 |
| La Margherita (Dem – PPI – RI – Udeur) | L’Ulivo                              | 11.146                               | 12,5    |      |
| Il Girasole (FdV – SDI)                | L’Ulivo                              | 2.217                                | 2,5     |      |
| Partito dei Comunisti Italiani         | L’Ulivo                              | 1.826                                | 2,0     |      |
| ↳ Gesamt                               | L’Ulivo                              | 36.262                               | 40,5    |      |
|                                        | Partito della Rifondazione Comunista | Partito della Rifondazione Comunista | 5.209   | 5,8  |
|                                        | Lista Di Pietro                      | Lista Di Pietro                      | 3.751   | 4,2  |
|                                        | Lista Emma Bonino                    | Lista Emma Bonino                    | 2.120   | 2,4  |
|                                        | Democrazia Europea                   | Democrazia Europea                   | 1.411   | 1,6  |
|                                        | Paese Nuovo                          | Paese Nuovo                          | 206     | 0,2  |
|                                        | Abolizione Scorporo                  | Abolizione Scorporo                  | 47      | 0,1  |
| Gesamt                                 | Gesamt                               | Gesamt                               | 89.449  | 100  |
|                                        |                                      |                                      |         |      |
| Ungültige Stimmen                      | Ungültige Stimmen                    | Ungültige Stimmen                    | 5.638   | 5,9  |
| Wähler                                 | Wähler                               | Wähler                               | 95.087  | 85,5 |
| Wahlberechtigte                        | Wahlberechtigte                      | Wahlberechtigte                      | 111.233 |      |
|                                        |                                      |                                      |         |      |
| Quelle: Innenministerium               |                                      |                                      |         |      |

## Von 2017 bis 2020

### Wahlkreisgebiet
Der Wahlkreis umfasste Gemeinden: 

### Wahlergebnisse

#### Parlamentswahl 2018
| Kandidaten               | Kandidaten            | Stimmen | %    | Listen                                      | Stimmen | %    |
| ------------------------ | --------------------- | ------- | ---- | ------------------------------------------- | ------- | ---- |
|                          | Andrea Daragewählt    | 61.972  | 42,0 | Lega                                        | 37.863  | 25,6 |
| Forza Italia             | Andrea Daragewählt    | 61.972  | 42,0 | 17.859                                      | 12,1    |      |
| Fratelli d’Italia        | Andrea Daragewählt    | 61.972  | 42,0 | 5.526                                       | 3,7     |      |
| Noi con l’Italia – UDC   | Andrea Daragewählt    | 61.972  | 42,0 | 724                                         | 0,5     |      |
|                          | Marco Carra           | 39.561  | 26,8 | Partito Democratico                         | 34.514  | 23,4 |
| +Europa                  | Marco Carra           | 39.561  | 26,8 | 3.497                                       | 2,4     |      |
| Italia Europa Insieme    | Marco Carra           | 39.561  | 26,8 | 973                                         | 0,7     |      |
| Civica Popolare          | Marco Carra           | 39.561  | 26,8 | 577                                         | 0,4     |      |
|                          | Alberto Zolezzi       | 36.795  | 24,9 | Movimento 5 Stelle                          | 36.795  | 24,9 |
|                          | Franceschino Tiana    | 4.153   | 2,8  | Liberi e Uguali                             | 4.153   | 2,8  |
|                          | Luca De Marchi        | 2.409   | 1,6  | CasaPound Italia                            | 2.409   | 1,6  |
|                          | Oscar Porcelli        | 1.285   | 0,9  | Potere al Popolo!                           | 1.285   | 0,9  |
|                          | Massimiliano Esposito | 1.058   | 0,7  | Il Popolo della Famiglia                    | 1.058   | 0,7  |
|                          | Daniele Chiavelli     | 313     | 0,2  | Per una Sinistra Rivoluzionaria (SCR – PCL) | 313     | 0,2  |
|                          | Antonio Squillaci     | 136     | 0,1  | Partito Repubblicano Italiano – ALA         | 136     | 0,1  |
| Gesamt                   | Gesamt                | 147.682 | 100  |                                             | 147.682 | 100  |
|                          |                       |         |      |                                             |         |      |
| Ungültige Stimmen        | Ungültige Stimmen     | 3.640   | 2,4  |                                             |         |      |
| Wähler                   | Wähler                | 151.322 | 75,4 |                                             |         |      |
| Wahlberechtigte          | Wahlberechtigte       | 200.758 |      |                                             |         |      |
|                          |                       |         |      |                                             |         |      |
| Quelle: Innenministerium |                       |         |      |                                             |         |      |

## Seit 2020

### Wahlkreisgebiet
| Wahlkreise – Camera dei deputati – Lombardei | Wahlkreise – Camera dei deputati – Lombardei | Wahlkreise – Camera dei deputati – Lombardei |
| Provinz                                      | Provinz                                      | Gemeinden nach Provinzen ⮞ Wahlkreis |
| -------------------------------------------- | -------------------------------------------- | --- |
|                                              | Metropolitanstadt Mailand (133 Gemeinden)    | ↳ Lombardei 1: Teil Mailands ⮞ Wahlkreis Mailand – Bande Nere Teil Mailands ⮞ Wahlkreis Mailand – Buenos Aires – Venezia Teil Mailands ⮞ Wahlkreis Mailand – Loreto 40 ⮞ Wahlkreis Rozzano 31 ⮞ Wahlkreis Legnano 33 ⮞ Wahlkreis Cologno Monzese 17 ⮞ Wahlkreis Sesto San Giovanni ↳ Lombardei 4: 11 ⮞ Wahlkreis Lodi |
|                                              | Provinz Bergamo (243 Gemeinden)              | ↳ Lombardei 2: 36 ⮞ Wahlkreis Lecco ↳ Lombardei 3: 117 ⮞ Wahlkreis Bergamo 90 ⮞ Wahlkreis Treviglio |
|                                              | Provinz Brescia (205 Gemeinden)              | ↳ Lombardei 3: 37 ⮞ Wahlkreis Brescia 46 ⮞ Wahlkreis Desenzano del Garda 112 ⮞ Wahlkreis Lumezzane ↳ Lombardei 4: 10 ⮞ Wahlkreis Cremona |
|                                              | Provinz Como (148 Gemeinden)                 | 66 ⮞ Wahlkreis Como 82 ⮞ Wahlkreis Sondrio |
|                                              | Provinz Cremona (113 Gemeinden)              | alle ⮞ Wahlkreis Cremona |
|                                              | Provinz Lecco (84 Gemeinden)                 | alle ⮞ Wahlkreis Lecco |
|                                              | Provinz Lodi (60 Gemeinden)                  | alle ⮞ Wahlkreis Lodi |
|                                              | Provinz Mantua (64 Gemeinden)                | alle ⮞ Wahlkreis Mantua |
|                                              | Provinz Monza und Brianza (55 Gemeinden)     | 30 ⮞ Wahlkreis Monza 25 ⮞ Wahlkreis Seregno |
|                                              | Provinz Pavia (186 Gemeinden)                | 157 ⮞ Wahlkreis Pavia 29 ⮞ Wahlkreis Lodi |
|                                              | Provinz Sondrio (77 Gemeinden)               | alle ⮞ Wahlkreis Sondrio |
|                                              | Provinz Varese (138 Gemeinden)               | 101 ⮞ Wahlkreis Varese 37 ⮞ Wahlkreis Busto Arsizio |

Der Wahlkreis umfasst alle 64 Gemeinden der Provinz Mantua.

### Wahlergebnisse

#### Parlamentswahl 2022
| Kandidaten                          | Kandidaten           | Stimmen | %    | Listen                                                  | Stimmen | %    |
| ----------------------------------- | -------------------- | ------- | ---- | ------------------------------------------------------- | ------- | ---- |
|                                     | Andrea Dariagewählt  | 100.774 | 50,4 | Fratelli d’Italia                                       | 60.567  | 30,3 |
| Lega per Salvini Premier            | Andrea Dariagewählt  | 100.774 | 50,4 | 25.034                                                  | 12,5    |      |
| Forza Italia                        | Andrea Dariagewählt  | 100.774 | 50,4 | 13.738                                                  | 6,9     |      |
| Noi Moderati                        | Andrea Dariagewählt  | 100.774 | 50,4 | 1.435                                                   | 0,7     |      |
|                                     | Paolo Galeotti       | 54.592  | 27,3 | Partito Democratico – Italia Democratica e Progressista | 42.648  | 21,3 |
| Alleanza Verdi e Sinistra           | Paolo Galeotti       | 54.592  | 27,3 | 6.066                                                   | 3,0     |      |
| +Europa                             | Paolo Galeotti       | 54.592  | 27,3 | 4.920                                                   | 2,5     |      |
| Impegno Civico – Centro Democratico | Paolo Galeotti       | 54.592  | 27,3 | 958                                                     | 0,5     |      |
|                                     | Gianmarco Carra      | 16.545  | 8,3  | Azione – Italia Viva                                    | 16.545  | 8,3  |
|                                     | Giovanni Cappellazzi | 16.038  | 8,0  | Movimento 5 Stelle                                      | 16.038  | 8,0  |
|                                     | Domenico Ossino      | 4.272   | 2,1  | Italexit per l’Italia                                   | 4.272   | 2,1  |
|                                     | Aldo Vincenzi        | 2.268   | 1,1  | Unione Popolare                                         | 2.268   | 1,1  |
|                                     | Stefano Bacchi       | 2.266   | 1,1  | Italia Sovrana e Popolare                               | 2.266   | 1,1  |
|                                     | Silvia Zampelli      | 1.782   | 0,9  | Vita                                                    | 1.782   | 0,9  |
|                                     | Simone Visentini     | 815     | 0,4  | Alternativa per l’Italia (PdF – Exit)                   | 815     | 0,4  |
|                                     | Marco Lusetti        | 310     | 0,2  | Free                                                    | 310     | 0,2  |
|                                     | Claudio Vivona       | 194     | 0,1  | Noi di Centro – Europeisti                              | 194     | 0,1  |
| Gesamt                              | Gesamt               | 199.856 | 100  |                                                         | 199.856 | 100  |
|                                     |                      |         |      |                                                         |         |      |
| Ungültige Stimmen                   | Ungültige Stimmen    | 7.925   | 3,8  |                                                         |         |      |
| Wähler                              | Wähler               | 207.781 | 68,9 |                                                         |         |      |
| Wahlberechtigte                     | Wahlberechtigte      | 301.576 |      |                                                         |         |      |
|                                     |                      |         |      |                                                         |         |      |
| Quelle: Innenministerium            |                      |         |      |                                                         |         |      |